# سیل (مجموعه تلویزیونی)
سیل (لهستانی: Wielka woda؛ ‏معنای تحت‌اللفظی: آبِ کلان) یک مجموعهٔ تلویزیونی درام تاریخی لهستانی است که در سال ۲۰۲۲ منتشر شد و دربارهٔ «سیل ۱۹۹۷ در اروپای مرکزی» و چگونهٔ مدیریت آن توسط مقامات وروتسواف است.

## گزیدهٔ بازیگران
- آگنیشکا ژولفسکا
- توماش شوخارت
- ایرنئوش چوپ
- آنا دیمنا
- یژی ترلا
- لخ دیبلیک
- توماش کُت
- ووکاش لواندوفسکی
- لشک لیخوتا
- مارتا نیرداکیویچ
- ووکاش گارلیتسکی
- پیوتر روگوتسکی
- توماش ساپریک
- گژگوش وارخوئو
- رومن گانتسارچیک
- باربارا لائوکس